# Mont Rond
O mont Rond, literalmente "monte redondo", é um cume da cordilheira do Jura que culmina a 1 596 m e se encontra no departamento francês de l'Ain, acima de Gex.

## Situação
O mont Rond faz parte da estação de esqui de "La Faucille" que fica no colo do mesmo nome, Colo da Faucille a  1 323 m.
O acesso a partir do colo é feito a pé ou pelo teleférico que serve a estação de esqui.

## Panorama
A vista panorâmica para nascente abrange o lago Lemano desde Genebra, a Sudoeste, até Lausana a Norte, assim como toda a cadeia dos Alpes que lhe fica em frente, a Este.
Na chegada do teleférico encontra-se um restaurante (ver imagem) que também é muito procurado por aqueles que só querem subia á montanha para desfrutarem uma bela vista, restaurando-se.